# Ангуло, Хосе Энрике
Хосе Энрике Ангуло Кайседо (исп. José Enrique Angulo Caicedo; родился 3 февраля 1995 года в Сан-Лоренсо) — эквадорский футболист, полузащитник клуба «Керетаро».

## Биография
Ангуло — воспитанник клуба «Индепендьенте дель Валье». 5 сентября 2015 года в матче против ЛДУ Лоха он дебютировал в эквадорской Примере. 2 октября в поединке против «Ривер Плейта» Хосе сделал «дубль», забив свои первые голы за «Индепендьенте». В 2016 году в розыгрыше Кубка Либертадорес он забил пять голов в матчах против парагвайского «Гуарани», перуанского «Мельгара», аргентинских «Ривер Плейта» и «Бока Хуниорс», а также мексиканского УНАМ Пумас.
Летом 2016 года Хосе перешёл в испанскую «Гранаду», подписав контракт на пять лет.
В декабре 2017 года Ангуло был отстранён от футбола за употребление запрещённых веществ, среди которых был кокаин. Первоначально он был отстранён на год, затем на четыре года, однако в итоге Ангуло смог вернуться в футбол в 2020 году, подписав контракт с гуаякильской «Барселоной».
В 2021 году выступал за «Манту», а также ненадолго вернулся в «Индепендьенте дель Валье», которому помог впервые в истории выиграть чемпионат Эквадора. С 2022 года играет за «Керетаро».